# Simon Hoare
Pour les articles homonymes, voir Hoare.
Simon James Hoare (né le 28 juin 1969) est un homme politique du Parti conservateur britannique. Il est député de North Dorset depuis mai 2015.

## Éducation
Hoare fait ses études au lycée Bishop Hannon, à Cardiff, une école polyvalente catholique romaine, puis à Greyfriars, à Oxford, où il obtient un baccalauréat en histoire moderne.

## Carrière professionnelle
Hoare travaille au Bureau central conservateur avant de devenir l'assistant personnel du chef conservateur de Kingston upon Thames London Borough Council. Hoare travaille comme agent politique au Bow Group et est membre du Tory Reform Group.
Il commence sa carrière dans les relations publiques dans les années 1990 lorsqu'il rejoint Charles Barker. Par la suite, il travaille comme responsable de l'immobilier chez Ketchum, comme directeur de compte chez PPS Group et comme directeur des affaires externes à l'Environmental Services Association .
À la suite de cela, Hoare lance sa propre société de relations publiques et de lobbying, Community Connect, dont il est directeur général ,. À la suite des élections générales de 2010, Hoare devient directeur de la division des affaires publiques de Four Communications .
Hoare est également membre du Conseil des gouverneurs du South Central Ambulance Service NHS Trust .

## Carrière politique
Hoare est membre du cabinet conservateur du West Oxfordshire District Council, conseiller du conseil du comté d'Oxfordshire et membre de l'exécutif de la Witney Conservative Association travaillant aux côtés du premier ministre de l'époque, David Cameron ,. Il se présente à Cardiff West aux élections générales de 1997, et Cardiff South et Penarth aux élections générales de 2010, arrivant en deuxième position derrière Alun Michael du Labour.
Hoare est élu député de North Dorset aux élections générales de 2015, faisant passer la majorité de son prédécesseur, Robert Walter, de 7 625 à 21 118 voix .
Hoare est opposé au Brexit avant le référendum de 2016 .
En septembre 2018, Hoare est nommé Secrétaire parlementaire privé du ministre de l'Intérieur, Sajid Javid .
En juin 2019, Hoare est élu président du comité restreint des affaires d'Irlande du Nord .